# Argophyllum brevistylum
Argophyllum brevistylum är en tvåhjärtbladig växtart som beskrevs av André Guillaumin. Argophyllum brevistylum ingår i släktet Argophyllum och familjen Argophyllaceae. Inga underarter finns listade i Catalogue of Life.